# 楊國賜

楊國賜（1939年9月26日—），台灣教育學家、教育工作者。曾任亞洲大學講座教授，現任國立嘉義大學特約講座教授。

## 學歷
- 他是國立台灣師範大學社會教育學系學士，同校教育研究所碩士、博士。
- 曾在英國倫敦大學做過博士後研究。

## 經歷
- 他曾在國立台灣師範大學擔任教授、兼社會教育學系主任、兼社會教育研究所所長。
- 後來進入教育行政體系，歷任中華民國教育部社會教育司司長、主任秘書、高等教育司司長、常務次長、政務次長。
  - 擔任教育部常務次長期間兼任行政院教育改革審議委員會委員，代表教育部，與主任委員李遠哲共同推動教育改革。
- 2000年2月1日－從教育部政務次長轉任國立嘉義大學教授兼校長（創校首任）。
- 2003年－奉教育部核定連任，自2月1日起擔任第2任校長。
- 2005年－1月31日年滿65歲屆齡退休。
- 2005年－2008年－任教淡江大學，教授研究所、博士班「大學教育與教學」等之課程。
- 2008年－服務於亞洲大學，擔任幼兒教育學系及經營管理學系講座教授。

| 教育職務     | 教育職務                                                | 教育職務      |
| ------------ | ------------------------------------------------------- | ------------- |
| 國立嘉義大學 |                                                         |               |
| 首任         | 國立嘉義大學校長 第一、二任 2000年2月1日－2005年1月31日 | 繼任： 李明仁 |